# Dario Von Slutty
Dario Von Slutty (født Flemming Nielsen, også udgivet under Onkel Finn og Onkel Homo) er en dansk sanger, hvis tekster primært omhandler forskellige seksuelle præferencer, såsom fellatio, masturbation og zoofili.
Musikstilen er dance i stil med DJ Ötzi og Günther, og Von Slutty parodierer bevidst højtidelig tenorsang i stil med danske Poul Bundgaard, Stig Rossen og belgiske Helmut Lotti. Melodierne er som regel modificerede kopier af allerede kendte numre, som f.eks. "Jeg har no'et diller", der er skrevet over den hebraiske festsang "Hava Nagila" og "T.I.S", der åbenlyst refererer til sangen "SMS" med "Barcode Brothers".
Han kalder sig selv for "Danmarks største erotiksanger", og hans mission er at "befri danskerne fra småborgerlighed, indavl ...og trætte patter!"
Von Slutty ledsages af to kvindelige backingvokalister og dansere med kunstnernavnene Busty Suck-A-Lot og Ketty L´Amour.

## Historie
I 1994 startede von Slutty i diskobandet Diskofil under pseudonymet Onkel Finn.
I 2001, efter udgivelsen af albummet 'DiskoVielenDank' der var ment som Diskofils sidste, gik han solo under navnet Onkel Homo. Under dette navn indspillede han sangen Hende gad jeg gerne kneppe, (også kendt som "Lebbesangen"), som bygger på Heinos "Karneval in Rio". Da sangen blev et kult-hit i radioen, skiftede han navn til Dario Von Slutty og begyndte at skrive sange til et helt album.
I 2003 blev sangen udgivet på single af det uafhængige pladeselskab Slutty Records, og den blev produceret af Jesper Dukholm og Martin Østergaard, to forhenværende medlemmer af koncept-bandet Cartoons.
I 2004 udkom singlen "Barber min fisse" (med tilhørende engangsskraber), og samme år udkom albummet Ganz Geil (oversat: Ret liderlig).
I 2005 turnerede Von Slutty atter med Diskofil i forbindelse med gruppens udgivelse af albummet Opkog, et mix af gamle og nye sange.
I 2006 var han dommer i konkurrencen Mr. Gay.dk 2006.
I 2007 udkom en ny single med navnet "T-I-S" med tilhørende nye mix af gamle sange.

## Diskografi

### Studiealbum
- Ganz Geil (2004)
  1. "Hende gad jeg gerne kneppe" (baseret på "Karneval in Rio")
  2. "Onani"
  3. "Barbér min fisse"
  4. "Sædvalsen" (baseret på "Schneewalzer")
  5. "Ingen kære mor" (baseret på "Der var en gammel Gubbe")
  6. "Jeg har no'et diller" (baseret på "Hava Nagila")
  7. "Bunkepul.kom"
  8. "Pisk mig hårdt!!!"
  9. "Jeg slikker fisse" (baseret på "La Cucaracha")
  10. "Jeg er til dyr"

### Singler
- "Hende gad jeg gerne kneppe", 2003
- "Barber min fisse", 2004
- "Pikken var så stor (Ingen kære mor)", 2004